# Автошлях США 50
Автошлях США 50 (US Route 50 або US Highway 50, US  50) — головний маршрут системи шосе США зі сходу на захід, що тягнеться 4859 км від міжштатної автомагістралі 80 (I-80) у Західному Сакраменто, до Мерілендського шосе 528 (MD 528) в Оушен-Сіті, на березі Атлантичного океану. До 1972 року, коли її замінили міжштатними магістралями на захід від району Сакраменто, вона простягалася (через Стоктон, перевал Альтамонт і міст Бей) до Сан-Франциско, поблизу Тихого океану. Міжштатні автомагістралі були побудовані пізніше і здебільшого відокремлені від цього маршруту. Зазвичай він обслуговує коридор на південь від I-70 і I-80 і на північ від I-64 і I-40.
Маршрут пролягає переважно сільською пустелею та горами на заході Сполучених Штатів, а ділянку через Неваду називають «Найсамотнішою дорогою в Америці». На Середньому Заході US 50 прямує через переважно сільські райони ферм, а також кілька великих міст, включаючи Канзас-Сіті, Сент-Луїс, і Цинциннаті.
Маршрут продовжується на схід Сполучених Штатів, де проходить через Аппалачі в Західній Вірджинії, а потім прямує через Вашингтон. Звідти автошлях 50 продовжується через Меріленд як високошвидкісна дорога до Оушен-Сіті.
Знаки на кожному кінці вказують на довжину як 4946 км, але поточна відстань трохи менша через перепланування, оскільки цю цифру було обчислено. Автошлях 50 проходить через 12 штатів, Каліфорнія, Невада, Юта, Колорадо, Канзас, Міссурі, Іллінойс, Індіана, Огайо, Західна Вірджинія, Вірджинія та Меріленд, а також округ Колумбія.